# Emerico Lobo de Mesquita
José Joaquim Emerico Lobo de Mesquita (Vila do Príncipe (nu: Serro Frio, Minas Gerais, Brazilië), 12 oktober 1746 – Rio de Janeiro, 1 april 1805) was een Braziliaans componist, muziekpedagoog, dirigent en organist.

## Levensloop
Zijn vader Joseph Lobo de Mesquita en zijn moeder Joaquina Emerenciana lieten hun zoon liberaal opgroeien. Eerste muzieklessen (orgel en muziektheorie) kreeg hij van pater Manuel da Costa Dantas, die zelf organist en koorleider aan de kerk Matriz de Nossa Senhora da Conceição in Serro was. Na 1776 ging hij naar Arraial do Tejuco (nu: Diamantina) en werd organist en dirigent aan de kathedraal "Santo Antônio" van Diamantina. Hij werd ook lid van de Sodalitatio Nossa Senhora das Merces dos Homens petros Crioulos een broederschap van de Mulatten. Deze Sodalitatio was eigenaar van een kerk in de stad, de kerk Nossa Senhora das Merces, die tussen 1772 en 1785 met eigen middelen gebouwd werd on nu nog met goud versierde beeldsnijkunst in het interieur bezit.
Verder trad hij op 17 januari 1789 de Ordem Terceira de Nossa Senhora do Carmo bij. Hij was oprichter van een muziekschool in deze stad en werd benoemd tot professor da arte da música. In 1798 werd hij in Vila Rica (het huidige: Ouro Preto) werkzaam voor de burgemeester en werd ook organist en koorleider aan de hoofdkerk Igreja Matriz Nossa Senhora do Pilar en was in dezelfde functie ook aan de kerk Nossa Senhora do Carmo, die een enge relatie had, met de Sodalitatio Ordem Terceira de Nossa Senhora do Carmo, waar Lobo de Mesquita vanaf 1789 lid was. De stad was toen een van de grootste en rijkste steden in Amerika, omdat zij grote goudmijnen had. Van 1700 tot 1820 werden rond 1.200 tonnen goud gewonnen, dat waren 80% van de toenmalige wereldproductie. Maar daar had hij al spoedig ruzie met de burgemeester en hij vertrok naar Rio de Janeiro en werd organist van de Ordem Terceira do Carmo.
Emerico Lobo de Mesquita was een belangrijke vertegenwoordiger van de zogenoemde Escola de Compositores da Capitania das Minas do Ouro. Hij was bekend voor zijn virtuoos orgelspel en zijn improvisatiekunst.

## Composities

### Missen, oratoria en gewijde muziek
- 1778 Missa para Quarta-Feira de Cinzas, voor solisten, gemengd koor, cello en orgel
- 1779 Regina caeli laetare, Antifoon
- 1780 Missa em fá nº 2, voor vier vocale stemmen en strijkers
- 1782 Missa em mi bemol nº 1, voor solisten, gemengd koor en strijkers
  1. Kyrie eleison
  2. Christe eleison
  3. Et in terra pax
  4. Laudamus te
  5. Gratias
  6. Domine Deus
  7. Qui tollis
  8. Suscipe
  9. Qui sedes
  10. Quoniam
  11. Cum Sancto Spiritu
- 1782 Dominica in Palmis, gezangen voor de palmwijding en processie aan de palmzondag en ordinarium voor de mis aan palmzondag
- 1782 Ofício e Missa para Domingo de Ramos
- 1783 Diffusa est Gratia Tercio, geestelijk concert voor solisten, gemengd koor en strijkers
- 1783 Tercio, voor vier vocale stemmen en strijkers
- 1783 Tractus para o Sábado de Semana Santa (de "Tractus" vervangt in de Vastentijd, de Goede Week, an vast- en boetedagen en in het Requiem de "Halleluja"-roepen en is een psalmodische solozang)
  1. Cantemus Domino
  2. Vinea facta est
  3. Attende cælum
  4. Sicut cervus
- 1783 Vésperas de Sábado Santo, Vesper voor de Stille Zaterdag
- 1787 Antiphona de Nossa Senhora, Antifoon voor Maria

- 1787 Salve Regina, Antifoon

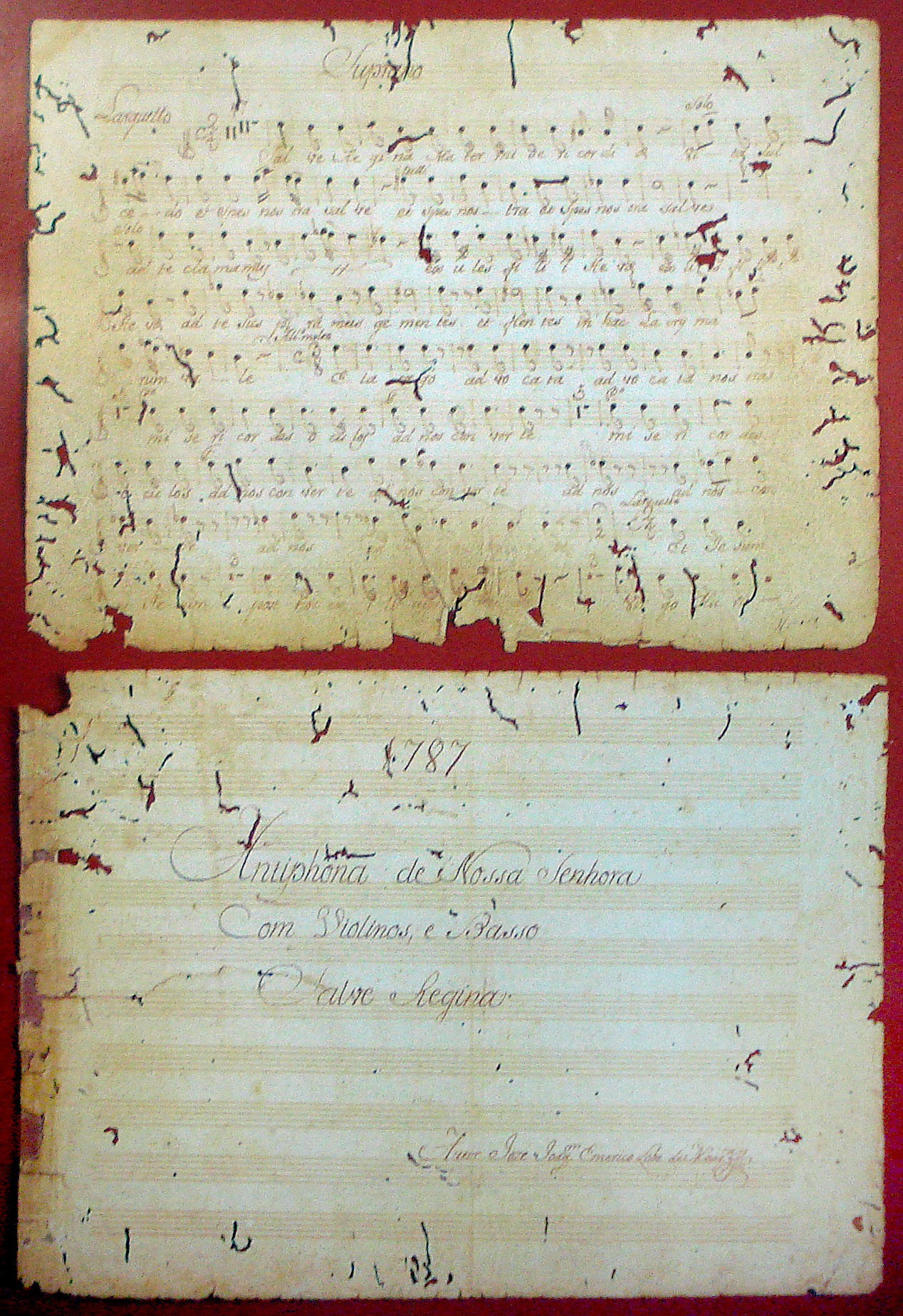
Manuscript van het antifoon "Salve Regina"

- 1792 Oratorio para a semana santa, (Oratorium voor de Goede Week;
- Antífonas para Quarta e Quinta-feira Santas
- Antífonas para Quarta, Quinta e Sexta-feira Santas
- Ária ao Pregador" (Maria Mater Gratiae) Antifoon voor Maria
- Ave Regina Caelorum, Antifoon voor Maria
- Beata Mater Motet voor Maria
- Credo em dó, voor vier vocale stemmen en strijkers
- Credo em fá
- Christus factus est e Ofertório
- Domingo da Ressurreição (Graduale voor Pasen);
- Heu Domine, para a procissão do Enterro do Senhor
- Heus, para a Procissão do Enterro do Senhor
- In honorem Beatae Mariae (Ladainha)
- In pacem in idipsum
- Ladainha alternada
- Ladainha de Nossa Senhora do Carmo (Litanie voor Maria)
- Ladainha do Senhor Bom Jesus de Matosinhos (Litanie voor Jezus Christus)
- Lamentações do Ofício de Quinta-Feira Santa (de Klaagliederen van Jeremia voor de treurmissen in de Goede Week)
- Laudate Dominum, para o Sábado de Aleluia
- Matinas de Natal
- Magnificat
- Magnificat alternado
- Memento a quatro, em sol menor
- Missa concertada e Credo, voor 4 solisten en strijkers
- Missa de Sábado Santo e Magnificat
- Missa de Santa Cecília
- Missa de Réquiem
- Novena das Mercês
- Novena de Nossa Senhora da Conceição
- Novena de Nossa Senhora do Rosário
- Novena de São Francisco de Assis
- Novena de São José
- Ofício das violetas
- Officium defunctorum
- Ofício e Missa de Defuntos
- Ofício de Semana Santa, voor vier vocale stemmen en strijkers
- Ofício de defuntos ("Ofício das violetas"), voor vier vocale stemmen en strijkers
- Ofício de defuntos nº 2, voor solisten, gemengd koor, cello en orgel
- Paixão, Bradados e Adoração da Cruz, para Sexta-feira Santa
- Procissão de Ramos - Cum appropinquaret
- Responsório de Santo Antônio - Si quaeris miracula
- Salmo nº 112 - Laudate Pueri
- Setenário de Nossa Senhora das Dores
- Seqüência Stabat Mater Dolorosa
- Te Deum, voor vier vocale stemmen en strijkers
- Te Deum, em lá menor
- Te Deum em ré

### Werken voor orgel
- 1783 Difusa est Gratia Tércio
- Domine, tu mihi lavas pedes